# Plectiscidea obscura
Plectiscidea obscura là một loài tò vò trong họ Ichneumonidae.